# Koščak
Koščak beg (tatarsko Qoşçaq) je bil državnik (uğlan) Kazanskega kanata, * ni znano, † 1551.
Od leta 1546 do 1551 je bil med vladanjem Safa Geraja in Sujumbike načelnik kazanske vlade in se boril proti promoskovski opoziciji. Po Šahgalijevem državnem udaru je bil prisiljen na beg iz Kazana. Rusi so ga ujeli in ga potem, ko je zavrnil pokristjanjenje, usmrtili.